# Judith Durham
Judith Durham, nata Judith Mavis Cock (Melbourne, 3 luglio 1943 – Melbourne, 5 agosto 2022), è stata una cantante australiana.

## Biografia
Dal 1962 al 1968 e nuovamente dal 1992 fece parte del gruppo folk-pop The Seekers. Era tra i fondatori e membri storici del gruppo, che originariamente comprendeva anche Athol Guy, Keith Potger, Bruce Woodley.
Affetta da gravi problemi respiratori dovuti a una bronchiectasia e a un tumore polmonare, Judith Durham è morta il 5 agosto 2022.

## Discografia

### Album in studio
- 1968 - For Christmas with Love
- 1970 - Gift of Song
- 1971 - Climb Ev'ry Mountain
- 1974 - Judith Durham and The Hottest Band in Town
- 1974 - Judith Durham and The Hottest Band in Town Volume 2
- 1994 - Let Me Find Love (ripubblicato nel 2000 col titolo Hold On to Your Dream)
- 1996 - Mona Lisas (ripubblicato nel 1997 col titolo Always There
- 1997 - Future Road (con The Seekers)
- 2008 - The Australian Cities Suite (ripubblicato nel 2012)
- 2009 - Up Close and Personal
- 2011 - Epiphany
- 2013 - It's Christmas Time

### Raccolte
- 1971 - Australia's Own Judith Durham
- 1972 - Here Am I
- 1993 - The Silver Jubilee Album (con The Seekers)
- 2011 - A Carnival of Hits (con the Seekers)
- 2011 - Colours of My Life
- 2013 - The Platinum Album
- 2018 - So Much More

### Live
- 1979 - The Hot Jazz Duo (con Ron Edgeworth)
- 1993 - 25 Year Reunion Celebration (con the Seekers)
- 2002 - Live in Concert (con Melbourne Welsh Male Choir)
- 2014 - Live in London

### EP
- 1963 - Judy Durham (con i Jazz Preachers di Frank Traynor)